# Писмата на мъртвия човек (филм)
„Писмата на мъртвия човек“ (на руски: Письма мёртвого человека) е руски съветски научнофантастичен филм от 1986 година, първи пълнометражен на режисьора Константин Лопушански.

## Сюжет
В неназован град, хората живеят в подземни бункери, заради силното замърсяване от завършилата ядрена война, чийто старт е даден чрез компютърна грешка. Въведен е полицейски час от властите. На повърхността всичко е разрушено. Държавата е въвела план за настаняване и продължителна изолация на здравите индивиди в централен бункер. Главният герой Ларсен, Нобелов лауреат, води битка за оцеляване. Същевременно се грижи за малка група деца и няколко възрастни, съпреживявайки с тях последствията от трагедията, причинена от прогреса на науката. Той размишлява за склонността на човечеството да се самоунищожи, посредством своя технологичен напредък. Единственото нещо, което му дава сили, е да пише въображаемите си писма до своя най-вероятно мъртъв син Ерик, които никога няма да бъдат прочетени.

## Актьорски състав
- Ролан Биков
- Йосиф Риклин
- Виктор Михайлов
- Александър Сабинин
- Нора Грякалова
- Вера Майорова
- Вацлав Дворжецки
- Светлана Смирнова
- Николай Алканов
- Вадим Лобанов

## Награди и номинации
| Година | Награда                                                                             |
| ------ | ----------------------------------------------------------------------------------- |
| 1986   | Награда FIPRESCI от кинофестивала в Манхайм                                         |
| 1986   | Специалната награда на журито на ТройФест                                           |
| 1987   | Голямата награда на кинофестивала във Варна                                         |
| 1987   | Награда на Френската федерация на киноклубовете на кинофестивала в Кан              |
| 1987   | Награда РСФСР                                                                       |
| 1987   | Награда за режисьорска работа на 8-ия кинофестивал за експериментално кино в Мадрид |
| 1987   | Специална награда на журито на кинофестивала в Тбилиси                              |

## Любопитно
- Излизането на филма на екран, съвпада със събитията около Чернобилската авария, което подсилва страховете на хората особено в периода на Студената война;
- Във филма има кадър показващ взрив до две високи кули, на фона на град на брега на залив, събуждащ асоциации с Ню Йорк и Световния търговски център;
- Има предположения, че прототипът на ролята на Ларсен е Андрей Сахаров, уповавайки се на близостта на позициите им относно човечеството и това, че са нобелови лауреати;